# Karl Friedrich Reinhard
Karl Friedrich (franska: Charles-Frédéric) Reinhard, född 2 oktober 1761 i Schorndorf i Württemberg, död 25 december 1837 i Paris, var en fransk greve och diplomat av tysk börd. 
Reinhard var prästson, studerade i Tübingen och kom 1787 som informator till Bordeaux. År 1791 kom han till Paris och fick tack vare Dumouriez beskydd anställning i utrikesministeriet. Han blev legationssekreterare i London 1792 och i Neapel 1793, avdelningschef i utrikesministeriet 1794, fransk resident i Hamburg 1795, minister i Florens 1798 och var under några månader 1799 utrikesminister. 
Han vann sin efterträdare Talleyrands välvilja, blev tack vare honom minister i Schweiz 1800, i Lombardiet 1801, i Neder-Sachsen 1802, i Moldau 1805 och i Westfalen 1808-1814. Under restaurationen upphöjdes han till greve, blev medlem av Conseil d'état och fransk minister hos det tyska förbundet (1815-1829). 
Julimonarkin gjorde honom till minister i Dresden (1830-32) och pär av Frankrike (1832). Han var medlem av Franska institutet. För sin egendomliga karriär hade han framför allt att tacka sina vänskapsförbindelser med girondisterna och med Talleyrand.